# Hiến chương Olympic

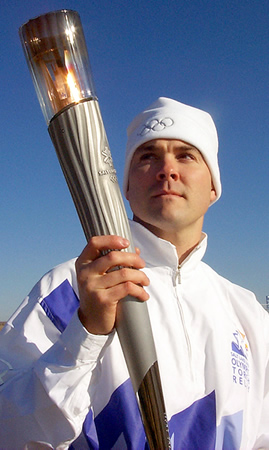
Đuốc Olympic

Hiến chương Olympic là bộ các quy tắc và hướng dẫn để tổ chức Thế vận hội, và điều hành phong trào Olympic. Phiên bản mới nhất được công bố ngày 2 tháng 8 năm 2015 
Được thông qua bởi Ủy ban Olympic quốc tế (IOC), hệ thống hóa các nguyên tắc cơ bản, các quy tắc và luật lệ. Tiếng Pháp và Anh là ngôn ngữ chính thức của Hiến chương Olympic.

## Mục đích
Trong suốt lịch sử của Thế vận hội, Hiến chương Olympic thường giải quyết các tranh cãi Olympic. Như thể hiện trong phần giới thiệu, Hiến chương Olympic phục vụ ba mục đích chính:
- Để thiết lập các nguyên tắc và giá trị của lý tưởng Olympic
- Để phục vụ như luật IOC
- Để xác định quyền và nghĩa vụ của bốn thành phần chính của phong trào Olympic: Ủy ban Olympic quốc tế (IOC), các Liên đoàn quốc tế, Ủy ban Olympic quốc gia, và Ban tổ chức Thế vận hội.

## Nội dung chính
Với 5 chương và 61 điều, Hiến chương Olympic phác thảo chi tiết một số hướng dẫn và quy tắc. Những điều nổi bật và khái quát được coi là quan trọng nhất để điều hành Thế vận hội, phong trào Olympic, và ba thành phần chính Ủy ban Olympic quốc tế, các Liên đoàn quốc tế và Ủy ban Olympic quốc gia.

### Chương 1: Phong trào Olympic và các hoạt động
Điều 2: Nhiệm vụ của IOC là tuyên truyền lý tưởng Olympic và chỉ đạo phong trào Olympic trên toàn thế giới. Điều này bao gồm giữ gìn đạo đức trong thể thao, khuyến khích tham gia vào các môn thể thao, bảo đảm Thế vận hội diễn ra thường xuyên, bảo vệ phong trào Olympic, và khuyến khích, hỗ trợ sự phát triển của thể thao.
Điều 6: Thế vận hội là những cuộc thi đấu giữa các vận động viên trong các môn thể thao cá nhân hay đồng đội không phải giữa các quốc gia.

Năm vòng tròn biểu tượng của Thế vận hội.

Điều 8: Biểu tượng Olympic gồm năm vòng tròn lồng vào nhau, từ trái sang phải là màu xanh, vàng, đen, xanh lá cây và đỏ.

### Chương 2: Ủy ban Olympic quốc tế (IOC)
Chương này nêu lên tư cách thành viên, các cuộc họp, và hướng dẫn của Ủy ban Olympic quốc tế (IOC).

### Chương 3: Các Liên đoàn quốc tế (IFs)
Chương 3 nói về vị trí của các Liên đoàn quốc tế (IFs) trong phong trào Olympic. IFs là các tổ chức phi chính phủ quốc tế quản lý thể thao ở cấp thế giới và bao gồm các tổ chức quản lý thể thao như vậy ở cấp quốc gia. Đối với mỗi môn thuộc chương trình Thế vận hội, phải có Liên đoàn quốc tế. Những IFs này đảm bảo rằng thể thao của họ phát triển theo đúng điều lệ và tinh thần Olympic. Với các chứng nhận kỹ thuật của các môn thể thao đặc thù, IF phải kiểm soát đủ điều kiện thi đấu cũng như thông tin chi tiết về các địa điểm mà môn đó diễn ra.

### Chương 4: Các Ủy ban Olympic quốc gia (NOCs)
Điều 28: Nhiệm vụ của Ủy ban Olympic quốc tế (NOCs) là phát triển, thúc đẩy và bảo vệ Phong trào Olympic trong quốc gia của mình. Họ chịu trách nhiệm đại diện của đất nước họ, quyết định thành phố chủ nhà, và hợp tác với các cơ quan chính phủ và phi chính phủ tại Thế vận hội.

### Chương 5: Thế vận hội
Chương này nêu lên việc tổ chức Thế vận hội, lựa chọn các thành phố đăng cai, điều kiện để tham gia, các môn thể thao, truyền thông, các ấn phẩm, và tuyên truyền cho phép tại Thế vận hội.
Ngoài ra, phần 3 của chương này đề cập tới nghi thức ngoại giao. Bao gồm việc sử dụng của lá cờ, ngọn lửa, lễ khai mạc và bế mạc Olympic.
Năm vòng tròn của Thế vận hội biểu trưng cho năm châu lục.

## Nguyên tắc cơ bản của lý tưởng Olympic
1. Lý tưởng Olympic là triết lý sống, là sự kết hợp hài hòa các tố chất của cơ thể, ý chí và tinh thần. Kết hợp thể thao với văn hoá và giáo dục, lý tưởng Olympic tạo ra phong cách sống trên cơ sở niềm vui, những nỗ lực, giá trị giáo dục theo tấm gương tốt và tôn trọng các nguyên tắc đạo đức cơ bản.
2. Mục đích của lý tưởng Olympic là sử dụng thể thao để phục vụ sự phát triển hài hòa con người, nhằm phát triển một xã hội hòa bình liên quan đến việc gìn giữ phẩm giá con người.
3. Phong trào Olympic là hoạt động có tính phối hợp, tổ chức, phổ biến và thường xuyên, được tiến hành dưới sự chỉ đạo của Ủy ban Olympic Quốc tế, tất cả các cá nhân và tổ chức mong muốn theo đuổi những giá trị của lý tưởng Olympic. Phong trào Olympic bao trùm trên khắp năm Châu lục và đạt tới đỉnh cao trong việc giúp các vận động viên trên khắp thế giới tham dự lễ hội Thể thao lớn, Thế vận hội. Biểu tượng của phong trào Olympic là năm vòng tròn lồng vào nhau.
4. Luyện tập thể thao là quyền con người. Mọi cá nhân đều có thể chơi thể thao không có sự phân biệt dưới mọi hình thức và theo tinh thần Olympic, đòi hỏi sự hiểu biết lẫn nhau với tình hữu nghị, đoàn kết và cao thượng. Tổ chức, điều hành và quản lý hoạt động thể thao phải chịu sự chỉ đạo của các tổ chức thể thao độc lập.
5. Với nhận định thể thao diễn ra trong khuôn khổ xã hội, các tổ chức thuộc phong trào Olympic sẽ được hưởng các quyền và nghĩa vụ tự chủ, bao gồm tự do thiết lập và kiểm soát quy đinh của các môn thể thao, xây dựng cơ cấu và cách quản lý của các tổ chức của mình,được hưởng quyền bầu cử và có trách nhiệm đảm bảo tổ chức của mình được quản lý một cách đúng đắn.
6. Mọi phân biệt đối xử đối với quốc gia hay cá nhân về chủng tộc, tôn giáo, chính trị, giới tính hoặc bất cứ lý do nào khác đều không phù hợp khi tham gia Phong trào Olympic.
7. Để trở thành một phần của phong trào Olympic cần phải tuân thủ Hiến chương Olympic và được Ủy ban Olympic Quốc tế công nhận [2]

## Bảo vệ lý tưởng Olympic như một niềm tin
Hiện đã có một đề nghị từ các luật sư rằng, ở Anh Quốc, những người có một niềm tin mạnh mẽ trong phong trào Olympic có thể hưởng lợi từ việc bảo vệ chống lại sự phân biệt giống như những người theo Hồi giáo, Thiên Chúa giáo, Do Thái giáo hay bất kỳ tôn giáo nào được bảo vệ.